# Jean-Philippe Krasso
Jean-Philippe Krasso (Stoccarda, 17 luglio 1997) è un calciatore ivoriano con cittadinanza francese e tedesca, attaccante del Paris FC e della nazionale ivoriana, con la quale ha vinto la Coppa d'Africa nel 2024.

## Caratteristiche tecniche
È un centravanti.

## Carriera

### Club
Nato a Stoccarda da genitori ivoriani, si è trasferito in giovane età in Francia dove è entrato nel settore giovanile dell'IFC Châtauroux. Nel 2012 si è trasferito al Lorient dove ha giocato con la squadra riserve fra il 2015 ed il 2017. In seguito ha giocato per Schiltigheim ed Épinal prima di essere acquistato dal Saint-Étienne nel 2020.

### Nazionale
Nel 2022 ha esordito in nazionale; nel 2023 è stato convocato per la Coppa d'Africa.

## Statistiche
Statistiche aggiornate al 5 agosto 2023.

### Presenze e reti nei club
| Stagione             | Squadra              | Campionato           | Campionato | Campionato | Coppe nazionali | Coppe nazionali | Coppe nazionali | Coppe continentali | Coppe continentali | Coppe continentali | Altre coppe | Altre coppe | Altre coppe | Totale | Totale | Totale |
| Stagione             | Squadra              | Comp                 | Pres       | Reti       | Comp            | Pres            | Reti            | Comp               | Pres               | Reti               | Comp        | Pres        | Reti        | Pres   | Reti   |        |
| -------------------- | -------------------- | -------------------- | ---------- | ---------- | --------------- | --------------- | --------------- | ------------------ | ------------------ | ------------------ | ----------- | ----------- | ----------- | ------ | ------ | ------ |
| 2014-2015            | Lorient 2            | CFA                  | 9          | 1          |                 | -               | -               |                    | -                  | -                  |             | -           | -           | 9      | 1      |        |
| 2015-2016            | Lorient 2            | CFA                  | 23         | 4          |                 | -               | -               |                    | -                  | -                  |             | -           | -           | 23     | 4      |        |
| 2016-2017            | Lorient 2            | CFA                  | 11         | 1          |                 | -               | -               |                    | -                  | -                  |             | -           | -           | 11     | 1      |        |
| 2017-2018            | Schiltigheim         | N2                   | 23         | 5          | CF              | 3               | 1               |                    | -                  | -                  |             | -           | -           | 26     | 6      |        |
| 2018-2019            | Épinal               | N2                   | 24         | 5          | CF              | 2               | 1               |                    | -                  | -                  |             | -           | -           | 26     | 6      |        |
| 2019-2020            | Épinal               | N2                   | 18         | 5          | CF              | 6               | 5               |                    | -                  | -                  |             | -           | -           | 24     | 10     |        |
| 2019-2020            | Saint-Étienne        |                      | -          | -          | CF              | 1               | 0               |                    | -                  | -                  |             | -           | -           | 1      | 0      |        |
| 2020-gen.2021        | Saint-Étienne        | L1                   | 6          | 0          | CF              | 0               | 0               |                    | -                  | -                  |             | -           | -           | 6      | 0      |        |
| gen.-giu-2021        | Le Mans              | CN                   | 14         | 5          | -               | -               | -               | -                  | -                  | -                  | -           | -           | -           | 14     | 5      |        |
| 2021-gen.2022        | Saint-Étienne        | L1                   | 16         | 1          | CF              | 2               | 0               |                    | -                  | -                  |             | -           | -           | 18     | 1      |        |
| gen.-giu.2022        | Ajaccio              | L2                   | 15         | 4          | CF              | 0               | 0               |                    | -                  | -                  |             | -           | -           | 15     | 4      |        |
| 2022-2023            | Saint-Étienne        | L2                   | 35         | 17         | CF              | 0               | 0               |                    | -                  | -                  |             | -           | -           | 35     | 17     |        |
| Totale Saint-Etienne | Totale Saint-Etienne | Totale Saint-Etienne | 57         | 18         |                 | 3               | 0               |                    | -                  | -                  |             | -           | -           | 60     | 18     |        |
| 2023-2024            | Stella Rossa         | SL                   | 16         | 7          |                 | 1               | 1               | UCL                | 4                  | 0                  |             | -           | -           | 21     | 8      |        |
| Totale carriera      | Totale carriera      | Totale carriera      | 211        | 55         |                 | 15              | 8               |                    | 4                  | 0                  |             | -           | -           | 228    | 63     |        |

### Cronologia presenze e reti in nazionale
| Cronologia completa delle presenze e delle reti in nazionale ― Costa d'Avorio | Cronologia completa delle presenze e delle reti in nazionale ― Costa d'Avorio | Cronologia completa delle presenze e delle reti in nazionale ― Costa d'Avorio | Cronologia completa delle presenze e delle reti in nazionale ― Costa d'Avorio | Cronologia completa delle presenze e delle reti in nazionale ― Costa d'Avorio | Cronologia completa delle presenze e delle reti in nazionale ― Costa d'Avorio | Cronologia completa delle presenze e delle reti in nazionale ― Costa d'Avorio | Cronologia completa delle presenze e delle reti in nazionale ― Costa d'Avorio |
| Data                                                                          | Città                                                                         | In casa                                                                       | Risultato                                                                     | Ospiti                                                                        | Competizione                                                                  | Reti                                                                          | Note                                                                          |
| ----------------------------------------------------------------------------- | ----------------------------------------------------------------------------- | ----------------------------------------------------------------------------- | ----------------------------------------------------------------------------- | ----------------------------------------------------------------------------- | ----------------------------------------------------------------------------- | ----------------------------------------------------------------------------- | ----------------------------------------------------------------------------- |
| 24-9-2022                                                                     | Le Petit-Quevilly                                                             | Costa d'Avorio                                                                | 2 – 1                                                                         | Togo                                                                          | Amichevole                                                                    | -                                                                             | 62’                                                                           |
| 27-9-2022                                                                     | Amiens                                                                        | Costa d'Avorio                                                                | 3 – 1                                                                         | Guinea                                                                        | Amichevole                                                                    | -                                                                             | 61’                                                                           |
| 16-11-2022                                                                    | Marrakech                                                                     | Costa d'Avorio                                                                | 4 – 0                                                                         | Burundi                                                                       | Amichevole                                                                    | 1                                                                             | 59’                                                                           |
| 19-11-2022                                                                    | Marrakech                                                                     | Burkina Faso                                                                  | 2 – 1                                                                         | Costa d'Avorio                                                                | Amichevole                                                                    | -                                                                             | 61’                                                                           |
| 24-3-2023                                                                     | Bouaké                                                                        | Costa d'Avorio                                                                | 3 – 1                                                                         | Comore                                                                        | Qual. Coppa d'Africa 2023                                                     | 1                                                                             | 71’                                                                           |
| 28-3-2023                                                                     | Moroni                                                                        | Comore                                                                        | 0 – 2                                                                         | Costa d'Avorio                                                                | Qual. Coppa d'Africa 2023                                                     | -                                                                             | 66’                                                                           |
| 17-6-2023                                                                     | Ndola                                                                         | Zambia                                                                        | 3 – 0                                                                         | Costa d'Avorio                                                                | Qual. Coppa d'Africa 2023                                                     | -                                                                             | 62’                                                                           |
| 9-9-2023                                                                      | San-Pédro                                                                     | Costa d'Avorio                                                                | 1 – 0                                                                         | Lesotho                                                                       | Qual. Coppa d'Africa 2023                                                     | -                                                                             | 89’                                                                           |
| 17-11-2023                                                                    | Abidjan                                                                       | Costa d'Avorio                                                                | 9 – 0                                                                         | Seychelles                                                                    | Qual. Mondiali 2026                                                           | 1                                                                             | 46’                                                                           |
| 6-1-2024                                                                      | San-Pédro                                                                     | Costa d'Avorio                                                                | 5 – 1                                                                         | Sierra Leone                                                                  | Amichevole                                                                    | -                                                                             | 63’                                                                           |
| 13-1-2024                                                                     | Abidjan                                                                       | Costa d'Avorio                                                                | 2 – 0                                                                         | Guinea-Bissau                                                                 | Coppa d'Africa 2023 - 1º turno                                                | 1                                                                             | 62’                                                                           |
| 18-1-2024                                                                     | Abidjan                                                                       | Costa d'Avorio                                                                | 0 – 1                                                                         | Nigeria                                                                       | Coppa d'Africa 2023 - 1º turno                                                | -                                                                             | 84’                                                                           |
| 22-1-2024                                                                     | Abidjan                                                                       | Guinea Equatoriale                                                            | 4 – 0                                                                         | Costa d'Avorio                                                                | Coppa d'Africa 2023 - 1º turno                                                | -                                                                             | 64’                                                                           |
| 29-1-2024                                                                     | Yamoussoukro                                                                  | Senegal                                                                       | 1 – 1 dts (4 - 5 dtr)                                                         | Costa d'Avorio                                                                | Coppa d'Africa 2023 - Ottavi di finale                                        | -                                                                             | 72’                                                                           |
| 7-2-2024                                                                      | Abidjan                                                                       | Costa d'Avorio                                                                | 1 – 0                                                                         | RD del Congo                                                                  | Coppa d'Africa 2023 - Semifinale                                              | -                                                                             | 90’                                                                           |
| 11-2-2024                                                                     | Abidjan                                                                       | Costa d'Avorio                                                                | 2 – 1                                                                         | Nigeria                                                                       | Coppa d'Africa 2023 - Finale                                                  | -                                                                             | 88’                                                                           |
| 23-3-2024                                                                     | Amiens                                                                        | Costa d'Avorio                                                                | 2 – 2                                                                         | Benin                                                                         | Amichevole                                                                    | -                                                                             | 63’                                                                           |
| 6-9-2024                                                                      | Bouaké                                                                        | Costa d'Avorio                                                                | 2 – 0                                                                         | Zambia                                                                        | Qual. Coppa d'Africa 2025                                                     | 2                                                                             | 71’                                                                           |
| 10-9-2024                                                                     | Yaoundé                                                                       | Ciad                                                                          | 0 – 2                                                                         | Costa d'Avorio                                                                | Qual. Coppa d'Africa 2025                                                     | 1                                                                             | 89’                                                                           |
| 11-10-2024                                                                    | San-Pédro                                                                     | Costa d'Avorio                                                                | 4 – 1                                                                         | Sierra Leone                                                                  | Qual. Coppa d'Africa 2025                                                     | -                                                                             | 65’                                                                           |
| 15-10-2024                                                                    | Monrovia                                                                      | Sierra Leone                                                                  | 1 – 0                                                                         | Costa d'Avorio                                                                | Qual. Coppa d'Africa 2025                                                     | -                                                                             | 69’                                                                           |
| 15-11-2024                                                                    | Ndola                                                                         | Zambia                                                                        | 1 – 0                                                                         | Costa d'Avorio                                                                | Qual. Coppa d'Africa 2025                                                     | -                                                                             | 67’                                                                           |
| 19-11-2024                                                                    | Abidjan                                                                       | Costa d'Avorio                                                                | 4 – 0                                                                         | Ciad                                                                          | Qual. Coppa d'Africa 2025                                                     | -                                                                             |                                                                               |
| 21-3-2025                                                                     | Meknes                                                                        | Burundi                                                                       | 0 – 1                                                                         | Costa d'Avorio                                                                | Qual. Mondiali 2026                                                           | -                                                                             | 65’                                                                           |
| 24-3-2025                                                                     | Abidjan                                                                       | Costa d'Avorio                                                                | 1 – 0                                                                         | Gambia                                                                        | Qual. Mondiali 2026                                                           | -                                                                             | 68’                                                                           |
| Totale                                                                        |                                                                               | Presenze                                                                      | 25                                                                            |                                                                               | Reti                                                                          | 7                                                                             |                                                                               |

## Palmarès

### Club

#### Competizioni nazionali
- Campionato serbo: 1

Stella Rossa: 2023-2024
- Coppa di Serbia: 1

Stella Rossa: 2023-2024

### Nazionale
- Coppa d'Africa: 1

Costa d'Avorio 2023